# Río Pama
Río Pama är ett vattendrag i Chile.   Det ligger i regionen Región de Coquimbo, i den centrala delen av landet, 260 km norr om huvudstaden Santiago de Chile.
Omgivningen kring Río Pama är i huvudsak ett öppet busklandskap. Området är mycket glesbefolkat, med 7 invånare per kvadratkilometer.